# Attur
Attur là một thành phố và khu đô thị của quận Salem thuộc bang Tamil Nadu, Ấn Độ.

## Địa lý
Attur có vị trí 11°36′B 78°37′Đ / 11,6°B 78,62°Đ Nó có độ cao trung bình là 212 mét (695 foot).

## Nhân khẩu
Theo điều tra dân số năm 2001 của Ấn Độ, Attur có dân số 58.150 người. Phái nam chiếm 50% tổng số dân và phái nữ chiếm 50%. Attur có tỷ lệ 68% biết đọc biết viết, cao hơn tỷ lệ trung bình toàn quốc là 59,5%: tỷ lệ cho phái nam là 74%, và tỷ lệ cho phái nữ là 61%. Tại Attur, 10% dân số nhỏ hơn 6 tuổi.